# Heivadai

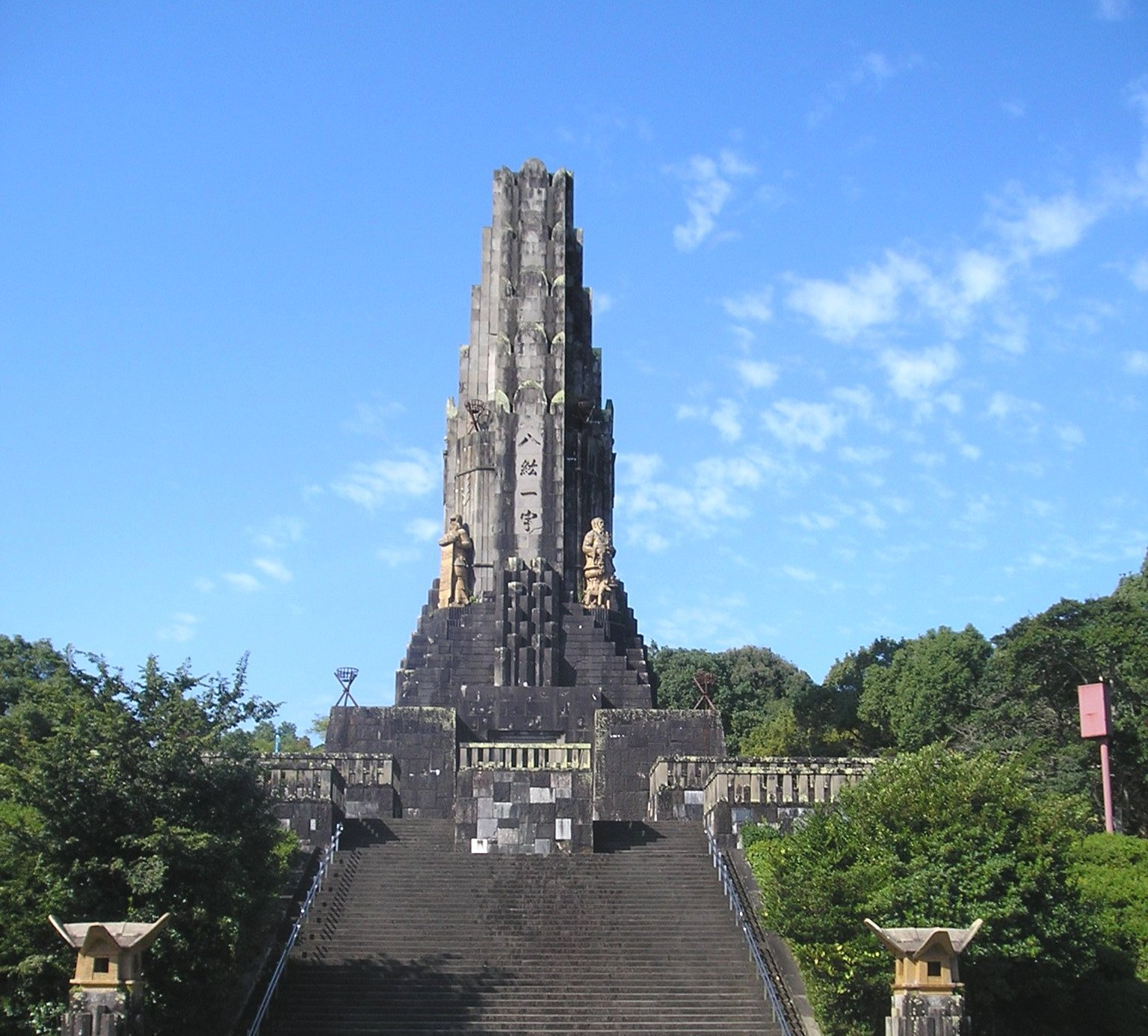
A „béketorony”

A Heivadai emlékmű egy torony és a körülötte elterülő közel 10000 négyzetméteres park együttese, melyet 1940-ben létesítettek Mijazaki város Simokitagata kerületében, Japánban. Testvérparkja a tokiói Hibija Park.

## Története
1940-ben ünnepelték a mitológiai Dzsinmu császár trónra lépésének 2600. évfordulóját. Aki a történet szerint a Mijazaki prefekturabeli Takacsihóban született és innen indult a trón elfoglalására, őt tartják az első japán császárnak és minden japán császár ősének. Erre az évre nagyszabású ünnepségeket terveztek. Többek között Tokióban rendezték volna a nyári olimpiai játékokat is, aminek jogát végül az 1937-ben kitört japán-kínai háború miatt elvették japántól.

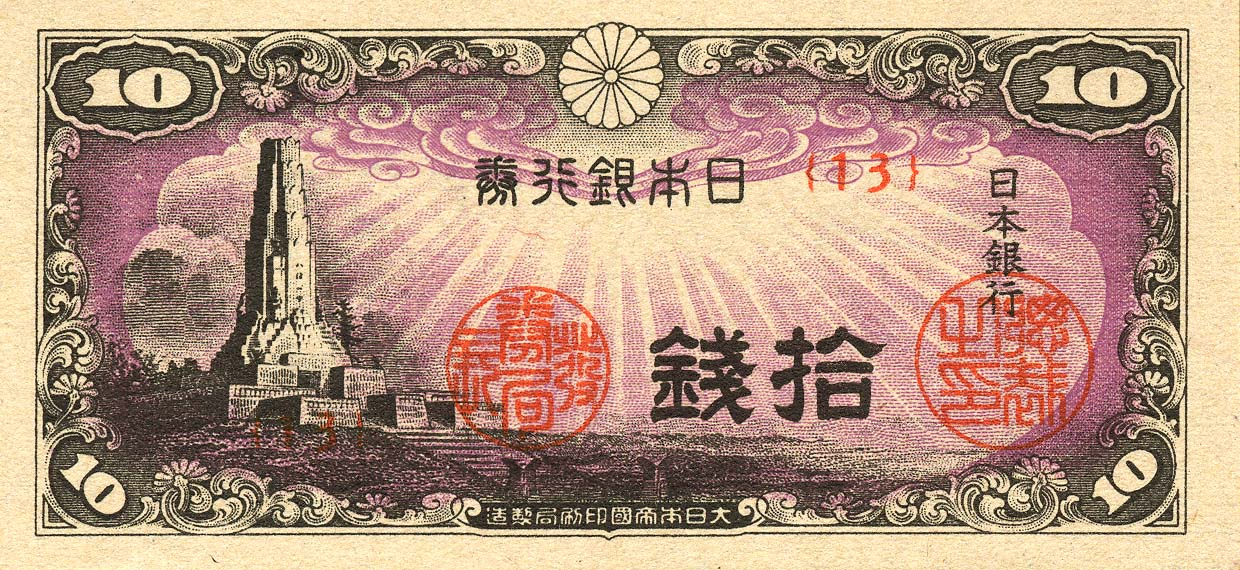
Heivadai régi bankjegyen.

Erre az alkalomra épült a torony is melynek köveit az akkori japán birodalom területéről hordták össze. A kínai nagy falból, de még a távoli Brazíliából is, ahol nagyobb számban éltek japánok, építettek be köveket az emlékműbe. Így jelképezve a hakkó icsiu (八紘一宇 a világ nyolc sarka egyesítve) nacionalista szlogent. Ennek a lényege, hogy az egész világ egyesül a japán császár uralma alatt. Végül a 2. világháború után a szlogent átírták és az építmény új értelmezést nyert, bár a logika ugyanaz maradt. A világ egyesülésével teremthető meg a világbéke. Így lett a béke tornya, vagyis Heivadai (平和台). A 2. világháború ideje alatt fontos jelkép volt. Szerepelt bankjegyen és bélyegen is a fudzsival együtt.
Egy emléktábla hirdeti, hogy az 1964-es tokiói nyári olimpia lángja innen indult.
Az 1970-es években népszerű turisztikai célpont volt. Látogatható volt a torony belseje is

## Szerkezete
A torony magassága 36,4 méter, alapterülete 1070 négyzetméter. Építésénél a sintó hagyományaihoz igazodtak. Lényegében egy szentélyt építettek, ami előtt egy kövön megállva, ha tapsolunk (amint a sintoista templomoknál szokás), különleges akusztikai jelenséget tapasztalhatunk.
A torony sarkainál, a sintó világképnek megfelelő négy mitama (御霊) kapott helyet: ara-mitama, nigi-mitama, kusi-mitama és szaki-mitama.

## Források

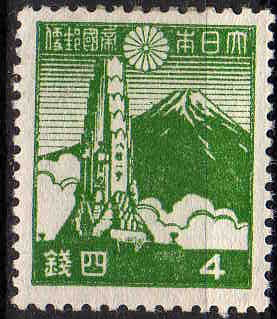
Heivadai bélyegen, háttérben a Fudzsi, ami a valóságban nem lenne látható.